# Formule 1 in 1993

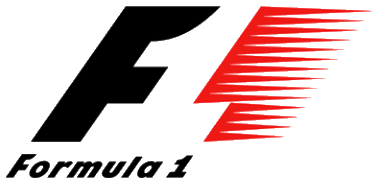
Formule 1 logo

Het Formule 1-seizoen 1993 was het 44ste FIA Formula One World Championship seizoen. Het begon op 14 maart en eindigde op 7 november na zestien races.
Alain Prost kwam na een jaar rust terug bij Williams en pakte zijn vierde wereldtitel.
Damon Hill won zijn eerste drie Grand Prix.
Ayrton Senna nam bijna niet deel aan het seizoen, maar racete op een race-per-race contract bij McLaren.
Michael Schumacher won één Grand Prix met Benetton.
Eddie Irvine maakte zijn Formule 1-debuut.
Er werd door het afscheid van Nigel Mansell niet met het nummer 1 gereden. Damon Hill reed met het nummer 0.
Alle teams reden met banden van Goodyear.

## Kalender
| GP nr. | Ronde | Grand Prix              | Circuit                        | Plaats            | Datum        |
| ------ | ----- | ----------------------- | ------------------------------ | ----------------- | ------------ |
| 533    | 1     | GP van Zuid-Afrika      | Kyalami Grand Prix Circuit     | Midrand           | 14 maart     |
| 534    | 2     | GP van Brazilië         | Autódromo José Carlos Pace     | São Paulo         | 28 maart     |
| 535    | 3     | GP van Europa           | Donington Park                 | Castle Donington  | 11 april     |
| 536    | 4     | GP van San Marino       | Autodromo Enzo e Dino Ferrari  | Imola             | 25 april     |
| 537    | 5     | GP van Spanje           | Circuit de Barcelona-Catalunya | Montmeló          | 9 mei        |
| 538    | 6     | GP van Monaco           | Circuit de Monaco              | Monte Carlo       | 23 mei       |
| 539    | 7     | GP van Canada           | Circuit Gilles Villeneuve      | Montreal (Quebec) | 13 juni      |
| 540    | 8     | GP van Frankrijk        | Circuit de Nevers Magny-Cours  | Magny-Cours       | 4 juli       |
| 541    | 9     | GP van Groot-Brittannië | Silverstone Circuit            | Silverstone       | 11 juli      |
| 542    | 10    | GP van Duitsland        | Hockenheimring                 | Hockenheim        | 25 juli      |
| 543    | 11    | GP van Hongarije        | Hungaroring                    | Mogyoród          | 15 augustus  |
| 544    | 12    | GP van België           | Circuit de Spa-Francorchamps   | Stavelot          | 29 augustus  |
| 545    | 13    | GP van Italië           | Autodromo Nazionale Monza      | Monza             | 12 september |
| 546    | 14    | GP van Portugal         | Autódromo do Estoril           | Estoril           | 26 september |
| 547    | 15    | GP van Japan            | Circuit Suzuka                 | Suzuka            | 24 oktober   |
| 548    | 16    | GP van Australië        | Stratencircuit van Adelaide    | Adelaide          | 7 november   |

### Afgelast
- De Grand Prix van Mexico, werd afgelast vanwege de zorgen om de veiligheid en het zeer hobbelig circuit en werd vervangen door de Grand Prix van Azië.
- De Grand Prix van Azië op het Autopolis circuit, werd afgelast door financiële problemen bij de organisatie, de vervanger van de Grand Prix van Mexico werd hierdoor op zijn beurt vervangen door de Grand Prix van Europa.[1][2]

| Ronde | Grand Prix    | Circuit                      | Plaats      | Originele datum |
| ----- | ------------- | ---------------------------- | ----------- | --------------- |
| 3     | GP van Mexico | Autódromo Hermanos Rodríguez | Mexico-Stad | 11 april        |
| 3     | GP van Azië   | Autopolis                    | Hita        | 4 april         |

## Resultaten en klassement

### Grands Prix
| Ronde | Grand Prix              | Poleposition | Snelste ronde      | Winnende coureur   | Winnende constructeur | Verslag |
| ----- | ----------------------- | ------------ | ------------------ | ------------------ | --------------------- | ------- |
| 1     | GP van Zuid-Afrika      | Alain Prost  | Alain Prost        | Alain Prost        | Williams-Renault      | Verslag |
| 2     | GP van Brazilië         | Alain Prost  | Michael Schumacher | Ayrton Senna       | McLaren-Ford          | Verslag |
| 3     | GP van Europa           | Alain Prost  | Ayrton Senna       | Ayrton Senna       | McLaren-Ford          | Verslag |
| 4     | GP van San Marino       | Alain Prost  | Alain Prost        | Alain Prost        | Williams-Renault      | Verslag |
| 5     | GP van Spanje           | Alain Prost  | Michael Schumacher | Alain Prost        | Williams-Renault      | Verslag |
| 6     | GP van Monaco           | Alain Prost  | Alain Prost        | Ayrton Senna       | McLaren-Ford          | Verslag |
| 7     | GP van Canada           | Alain Prost  | Michael Schumacher | Alain Prost        | Williams-Renault      | Verslag |
| 8     | GP van Frankrijk        | Damon Hill   | Michael Schumacher | Alain Prost        | Williams-Renault      | Verslag |
| 9     | GP van Groot-Brittannië | Alain Prost  | Damon Hill         | Alain Prost        | Williams-Renault      | Verslag |
| 10    | GP van Duitsland        | Alain Prost  | Michael Schumacher | Alain Prost        | Williams-Renault      | Verslag |
| 11    | GP van Hongarije        | Alain Prost  | Alain Prost        | Damon Hill         | Williams-Renault      | Verslag |
| 12    | GP van België           | Alain Prost  | Alain Prost        | Damon Hill         | Williams-Renault      | Verslag |
| 13    | GP van Italië           | Alain Prost  | Damon Hill         | Damon Hill         | Williams-Renault      | Verslag |
| 14    | GP van Portugal         | Damon Hill   | Damon Hill         | Michael Schumacher | Benetton-Ford         | Verslag |
| 15    | GP van Japan            | Alain Prost  | Alain Prost        | Ayrton Senna       | McLaren-Ford          | Verslag |
| 16    | GP van Australië        | Ayrton Senna | Damon Hill         | Ayrton Senna       | McLaren-Ford          | Verslag |

### Puntentelling
Punten worden toegekend aan de top zes geklasseerde coureurs. 
| Positie | 01e0 | 02e0 | 03e0 | 04e0 | 05e0 | 06e0 |
| Punten  | 10   | 6    | 4    | 3    | 2    | 1    |

### Klassement bij de coureurs
| Pos. | Nr. | Coureur              | Grands Prix | Grands Prix | Grands Prix | Grands Prix | Grands Prix | Grands Prix | Grands Prix | Grands Prix | Grands Prix | Grands Prix | Grands Prix | Grands Prix | Grands Prix | Grands Prix | Grands Prix | Grands Prix | Punten |
| Pos. | Nr. | Coureur              | ZAF         | BRA         | EUR         | SMR         | SPA         | MON         | CAN         | FRA         | GBR         | DUI         | HON         | BEL         | ITA         | POR         | JPN         | AUS         | Punten |
| ---- | --- | -------------------- | ----------- | ----------- | ----------- | ----------- | ----------- | ----------- | ----------- | ----------- | ----------- | ----------- | ----------- | ----------- | ----------- | ----------- | ----------- | ----------- | ------ |
| 1    | 2   | Alain Prost          | 1PS0        | DNFP        | 3P          | 1PS0        | 1P          | 4PS0        | 1P          | 1           | 1P          | 1P          | 12PS0       | 3PS0        | 12†P        | 2           | 2PS0        | 2           | 99     |
| 2    | 8   | Ayrton Senna         | 2           | 1           | 1S          | DNF         | 2           | 1           | 18†         | 4           | 5†          | 4           | DNF         | 4           | DNF         | DNF         | 1           | 1P          | 73     |
| 3    | 0   | Damon Hill           | DNF         | 2           | 2           | DNF         | DNF         | 2           | 3           | 2P          | DNFS        | 15†         | 1           | 1           | 1S          | 3PS0        | 4           | 3S          | 69     |
| 4    | 5   | Michael Schumacher   | DNF         | 3S          | DNF         | 2           | 3S          | DNF         | 2S          | 3S          | 2           | 2S          | DNF         | 2           | DNF         | 1           | DNF         | DNF         | 52     |
| 5    | 6   | Riccardo Patrese     | DNF         | DNF         | 5           | DNF         | 4           | DNF         | DNF         | 10          | 3           | 5           | 2           | 6           | 5           | 16†         | DNF         | 8†          | 20     |
| 6    | 27  | Jean Alesi           | DNF         | 8           | DNF         | DNF         | DNF         | 3           | DNF         | DNF         | 9           | 7           | DNF         | DNF         | 2           | 4           | DNF         | 4           | 16     |
| 7    | 25  | Martin Brundle       | DNF         | DNF         | DNF         | 3           | DNF         | 6           | 5           | 5           | 14†         | 8           | 5           | 7           | DNF         | 6           | 9           | 6           | 13     |
| 8    | 28  | Gerhard Berger       | 6†          | DNF         | DNF         | DNF         | 6           | 14†         | 4           | 14          | DNF         | 6           | 3           | 10†         | DNF         | DNF         | DNF         | 5           | 12     |
| 9    | 12  | Johnny Herbert       | DNF         | 4           | 4           | 8†          | DNF         | DNF         | 10          | DNF         | 4           | 10          | DNF         | 5           | DNF         | DNF         | 11          | DNF         | 11     |
| 10   | 26  | Mark Blundell        | 3           | 5           | DNF         | DNF         | 7           | DNF         | DNF         | DNF         | 7           | 3           | 7           | 11†         | DNF         | DNF         | 7           | 9           | 10     |
| 11   | 7   | Michael Andretti     | DNF         | DNF         | DNF         | DNF         | 5           | 8           | 14          | 6           | DNF         | DNF         | DNF         | 8           | 3           |             |             |             | 7      |
| 12   | 29  | Karl Wendlinger      | DNF         | DNF         | DNF         | DNF         | DNF         | 13          | 6           | DNF         | DNF         | 9           | 6           | DNF         | 4           | 5           | DNF         | 15†         | 7      |
| 13   | 30  | JJ Lehto             | 5           | DNF         | DNF         | 4†          | DNF         | DNF         | 7           | DNF         | 8           | DNF         | DNF         | 9           | DNF         | 7           | 8           | DNF         | 5      |
| 14   | 23  | Christian Fittipaldi | 4           | DNF         | 7           | DNF         | 8           | 5           | 9           | 8           | 12†         | 11          | DNF         | DNF         | 8           | 9           |             |             | 5      |
| 15   | 7   | Mika Häkkinen        |             |             |             |             |             |             |             |             |             |             |             |             |             | DNF         | 3           | DNF         | 4      |
| 16   | 9   | Derek Warwick        | 7†          | 9           | DNF         | DNF         | 13          | DNF         | 16          | 13          | 6           | 17          | 4           | DNF         | DNF         | 15†         | 14†         | 10          | 4      |
| 17   | 19  | Philippe Alliot      | DNF         | 7           | DNF         | 5           | DNF         | 12          | DNF         | 9           | 11          | 12          | 8           | 12          | 9           | 10          |             |             | 2      |
| 18   | 14  | Rubens Barrichello   | DNF         | DNF         | 10†         | DNF         | 12          | 9           | DNF         | 7           | 10          | DNF         | DNF         | DNF         | DNF         | 13          | 5           | 11          | 2      |
| 19   | 24  | Fabrizio Barbazza    | DNF         | DNF         | 6           | 6           | DNF         | 11          | DNF         | DNF         |             |             |             |             |             |             |             |             | 2      |
| 20   | 11  | Alessandro Zanardi   | DNF         | 6           | 8           | DNF         | 14†         | 7           | 11          | DNF         | DNF         | DNF         | DNF         | DNS         |             |             |             |             | 1      |
| 21   | 20  | Érik Comas           | DNF         | 10          | 9           | DNF         | 9           | DNF         | 8           | 16†         | DNF         | DNF         | DNF         | DNF         | 6           | 11          | DNF         | 12          | 1      |
| 22   | 15  | Eddie Irvine         |             |             |             |             |             |             |             |             |             |             |             |             |             |             | 6           | DNF         | 1      |
| 23   | 24  | Pierluigi Martini    |             |             |             |             |             |             |             |             | DNF         | 14          | DNF         | DNF         | 7           | 8           | 10          | DNF         | 0      |
| 24   | 10  | Aguri Suzuki         | DNF         | DNF         | DNF         | 9           | 10          | DNF         | 13          | 12          | DNF         | DNF         | DNF         | DNF         | DNF         | DNF         | DNF         | 7           | 0      |
| 25   | 22  | Luca Badoer          | DNF         | 12          | DNQ         | 7           | DNF         | DNQ         | 15          | DNF         | DNF         | DNF         | DNF         | 13          | 10          | 14          |             |             | 0      |
| 26   | 15  | Thierry Boutsen      |             |             | DNF         | DNF         | 11          | DNF         | 12          | 11          | DNF         | 13          | 9           | DNF         |             |             |             |             | 0      |
| 27   | 4   | Andrea de Cesaris    | DNF         | DNF         | DNF         | DNF         | DSQ         | 10          | DNF         | 15          | NC          | DNF         | 11          | DNF         | 13†         | 12          | DNF         | 13          | 0      |
| 28   | 3   | Ukyo Katayama        | DNF         | DNF         | DNF         | DNF         | DNF         | DNF         | 17          | DNF         | 13          | DNF         | 10          | 15          | 14          | DNF         | DNF         | DNF         | 0      |
| 29   | 21  | Michele Alboreto     | DNF         | 11          | 11          | DNQ         | DNQ         | DNF         | DNQ         | DNQ         | DNQ         | 16          | DNF         | 14          | DNF         | DNF         |             |             | 0      |
| 30   | 11  | Pedro Lamy           |             |             |             |             |             |             |             |             |             |             |             |             | 11†         | DNF         | 13†         | DNF         | 0      |
| 31   | 19  | Toshio Suzuki        |             |             |             |             |             |             |             |             |             |             |             |             |             |             | 12          | 14          | 0      |
| −    | 23  | Jean-Marc Gounon     |             |             |             |             |             |             |             |             |             |             |             |             |             |             | DNF         | DNF         | 0      |
| −    | 15  | Ivan Capelli         | DNF         | DNQ         |             |             |             |             |             |             |             |             |             |             |             |             |             |             | 0      |
| −    | 15  | Marco Apicella       |             |             |             |             |             |             |             |             |             |             |             |             | DNF         |             |             |             | 0      |
| −    | 15  | Emanuele Naspetti    |             |             |             |             |             |             |             |             |             |             |             |             |             | DNF         |             |             | 0      |
| Pos. | Nr. | Coureur              | ZAF         | BRA         | EUR         | SMR         | SPA         | MON         | CAN         | FRA         | GBR         | DUI         | HON         | BEL         | ITA         | POR         | JPN         | AUS         | Punten |
| Pos. | Nr. | Coureur              | Grands Prix |             |             |             |             |             |             |             |             |             |             |             |             |             |             |             | Punten |

| Resultaat                       |
| ------------------------------- |
| Winnaar                         |
| Tweede plaats                   |
| Derde plaats                    |
| Gefinisht (punten behaald)      |
| Gefinisht (geen punten behaald) |
| Niet geklasseerd (NC)           |
| Uitgevallen (DNF)               |
| Niet gekwalificeerd (DNQ)       |
| Gediskwalificeerd (DSQ)         |
| Niet gestart (DNS)              |
| Gewond (INJ)                    |
| Uitgesloten (EX)                |
| Teruggetrokken (WD)             |
| Niet deelgenomen (blanco cel)   |
| P Pole position                 |
| S Snelste ronde                 |

† — Coureur is niet gefinisht in de GP, maar heeft wel 90% van de raceafstand afgelegd, waardoor hij als geklasseerd genoteerd staat.

### Klassement bij de constructeurs
| Pos. | Constructeur          | Nr. | Grands Prix | Grands Prix | Grands Prix | Grands Prix | Grands Prix | Grands Prix | Grands Prix | Grands Prix | Grands Prix | Grands Prix | Grands Prix | Grands Prix | Grands Prix | Grands Prix | Grands Prix | Grands Prix | Punten |
| Pos. | Constructeur          | Nr. | ZAF         | BRA         | EUR         | SMR         | SPA         | MON         | CAN         | FRA         | GBR         | DUI         | HON         | BEL         | ITA         | POR         | JPN         | AUS         | Punten |
| ---- | --------------------- | --- | ----------- | ----------- | ----------- | ----------- | ----------- | ----------- | ----------- | ----------- | ----------- | ----------- | ----------- | ----------- | ----------- | ----------- | ----------- | ----------- | ------ |
| 1    | Williams-Renault      | 0   | DNF         | 2           | 2           | DNF         | DNF         | 2           | 3           | 2P          | DNFS        | 15†         | 1           | 1           | 1S          | 3PS0        | 4           | 3S          | 168    |
| 1    | Williams-Renault      | 2   | 1PS0        | DNFP        | 3P          | 1PS0        | 1P          | 4PS0        | 1P          | 1           | 1P          | 1P          | 12PS0       | 3PS0        | 12†P        | 2           | 2PS0        | 2           | 168    |
| 2    | McLaren-Ford          | 7   | DNF         | DNF         | DNF         | DNF         | 5           | 8           | 14          | 6           | DNF         | DNF         | DNF         | 8           | 3           | DNF         | 3           | DNF         | 84     |
| 2    | McLaren-Ford          | 8   | 2           | 1           | 1S          | DNF         | 2           | 1           | 18†         | 4           | 5†          | 4           | DNF         | 4           | DNF         | DNF         | 1           | 1P          | 84     |
| 3    | Benetton-Ford         | 5   | DNF         | 3S          | DNF         | 2           | 3S          | DNF         | 2S          | 3S          | 2           | 2S          | DNF         | 2           | DNF         | 1           | DNF         | DNF         | 72     |
| 3    | Benetton-Ford         | 6   | DNF         | DNF         | 5           | DNF         | 4           | DNF         | DNF         | 10          | 3           | 5           | 2           | 6           | 5           | 16†         | DNF         | 8†          | 72     |
| 4    | Ferrari               | 27  | DNF         | 8           | DNF         | DNF         | DNF         | 3           | DNF         | DNF         | 9           | 7           | DNF         | DNF         | 2           | 4           | DNF         | 4           | 28     |
| 4    | Ferrari               | 28  | 6†          | DNF         | DNF         | DNF         | 6           | 14†         | 4           | 14          | DNF         | 6           | 3           | 10†         | DNF         | DNF         | DNF         | 5           | 28     |
| 5    | Ligier-Renault        | 25  | DNF         | DNF         | DNF         | 3           | DNF         | 6           | 5           | 5           | 14†         | 8           | 5           | 7           | DNF         | 6           | 9           | 6           | 23     |
| 5    | Ligier-Renault        | 26  | 3           | 5           | DNF         | DNF         | 7           | DNF         | DNF         | DNF         | 7           | 3           | 7           | 11†         | DNF         | DNF         | 7           | 9           | 23     |
| 6    | Lotus-Ford            | 11  | DNF         | 6           | 8           | DNF         | 14†         | 7           | 11          | DNF         | DNF         | DNF         | DNF         | DNS         | 11†         | DNF         | 13†         | DNF         | 12     |
| 6    | Lotus-Ford            | 12  | DNF         | 4           | 4           | 8†          | DNF         | DNF         | 10          | DNF         | 4           | 10          | DNF         | 5           | DNF         | DNF         | 11          | DNF         | 12     |
| 7    | Sauber-Mercedes       | 29  | DNF         | DNF         | DNF         | DNF         | DNF         | 13          | 6           | DNF         | DNF         | 9           | 6           | DNF         | 4           | 5           | DNF         | 15†         | 12     |
| 7    | Sauber-Mercedes       | 30  | 5           | DNF         | DNF         | 4†          | DNF         | DNF         | 7           | DNF         | 8           | DNF         | DNF         | 9           | DNF         | 7           | 8           | DNF         | 12     |
| 8    | Minardi-Ford          | 23  | 4           | DNF         | 7           | DNF         | 8           | 5           | 9           | 8           | 12†         | 11          | DNF         | DNF         | 8           | 9           | DNF         | DNF         | 7      |
| 8    | Minardi-Ford          | 24  | DNF         | DNF         | 6           | 6           | DNF         | 11          | DNF         | DNF         | DNF         | 14          | DNF         | DNF         | 7           | 8           | 10          | DNF         | 7      |
| 9    | Footwork-Mugen-Honda  | 9   | 7†          | 9           | DNF         | DNF         | 13          | DNF         | 16          | 13          | 6           | 17          | 4           | DNF         | DNF         | 15†         | 14†         | 10          | 4      |
| 9    | Footwork-Mugen-Honda  | 10  | DNF         | DNF         | DNF         | 9           | 10          | DNF         | 13          | 12          | DNF         | DNF         | DNF         | DNF         | DNF         | DNF         | DNF         | 7           | 4      |
| 10   | Larrousse-Lamborghini | 19  | DNF         | 7           | DNF         | 5           | DNF         | 12          | DNF         | 9           | 11          | 12          | 8           | 12          | 9           | 10          | 12          | 14          | 3      |
| 10   | Larrousse-Lamborghini | 20  | DNF         | 10          | 9           | DNF         | 9           | DNF         | 8           | 16†         | DNF         | DNF         | DNF         | DNF         | 6           | 11          | DNF         | 12          | 3      |
| 11   | Jordan-Hart           | 14  | DNF         | DNF         | 10†         | DNF         | 12          | 9           | DNF         | 7           | 10          | DNF         | DNF         | DNF         | DNF         | 13          | 5           | 11          | 3      |
| 11   | Jordan-Hart           | 15  | DNF         | DNQ         | DNF         | DNF         | 11          | DNF         | 12          | 11          | DNF         | 13          | 9           | DNF         | DNF         | DNF         | 6           | DNF         | 3      |
| 12   | Lola-Ferrari          | 21  | DNF         | 11          | 11          | DNQ         | DNQ         | DNF         | DNQ         | DNQ         | DNQ         | 16          | DNF         | 14          | DNF         | DNF         |             |             | 0      |
| 12   | Lola-Ferrari          | 22  | DNF         | 12          | DNQ         | 7           | DNF         | DNQ         | 15          | DNF         | DNF         | DNF         | DNF         | 13          | 10          | 14          |             |             | 0      |
| 13   | Tyrrell-Yamaha        | 3   | DNF         | DNF         | DNF         | DNF         | DNF         | DNF         | 17          | DNF         | 13          | DNF         | 10          | 15          | 14          | DNF         | DNF         | DNF         | 0      |
| 13   | Tyrrell-Yamaha        | 4   | DNF         | DNF         | DNF         | DNF         | DSQ         | 10          | DNF         | 15          | NC          | DNF         | 11          | DNF         | 13†         | 12          | DNF         | 13          | 0      |
| Pos. | Constructeur          | Nr. | ZAF         | BRA         | EUR         | SMR         | SPA         | MON         | CAN         | FRA         | GBR         | DUI         | HON         | BEL         | ITA         | POR         | JPN         | AUS         | Punten |
| Pos. | Constructeur          | Nr. | Grands Prix |             |             |             |             |             |             |             |             |             |             |             |             |             |             |             | Punten |

| Resultaat                       |
| ------------------------------- |
| Winnaar                         |
| Tweede plaats                   |
| Derde plaats                    |
| Gefinisht (punten behaald)      |
| Gefinisht (geen punten behaald) |
| Niet geklasseerd (NC)           |
| Uitgevallen (DNF)               |
| Niet gekwalificeerd (DNQ)       |
| Gediskwalificeerd (DSQ)         |
| Niet gestart (DNS)              |
| Gewond (INJ)                    |
| Uitgesloten (EX)                |
| Teruggetrokken (WD)             |
| Niet deelgenomen (blanco cel)   |
| P Pole position                 |
| S Snelste ronde                 |

† — Coureur is niet gefinisht in de GP, maar heeft wel 90% van de race-afstand afgelegd, waardoor hij als geklasseerd genoteerd staat.
1950 · 1951 · 1952 · 1953 · 1954 · 1955 · 1956 · 1957 · 1958 · 1959 · 1960 · 1961 · 1962 · 1963 · 1964 · 1965 · 1966 · 1967 · 1968 · 1969 · 1970 · 1971 · 1972 · 1973 · 1974 · 1975 · 1976 · 1977 · 1978 · 1979 · 1980 · 1981 · 1982 · 1983 · 1984 · 1985 · 1986 · 1987 · 1988 · 1989 · 1990 · 1991 · 1992 · 1993 · 1994 · 1995 · 1996 · 1997 · 1998 · 1999 · 2000 · 2001 · 2002 · 2003 · 2004 · 2005 · 2006 · 2007 · 2008 · 2009 · 2010 · 2011 · 2012 · 2013 · 2014 · 2015 · 2016 · 2017 · 2018 · 2019 · 2020 · 2021 · 2022 · 2023 · 2024 · 2025 · 2026 
 Lijst van Formule 1 Grand Prix-wedstrijden